# سلطنة سيؤون

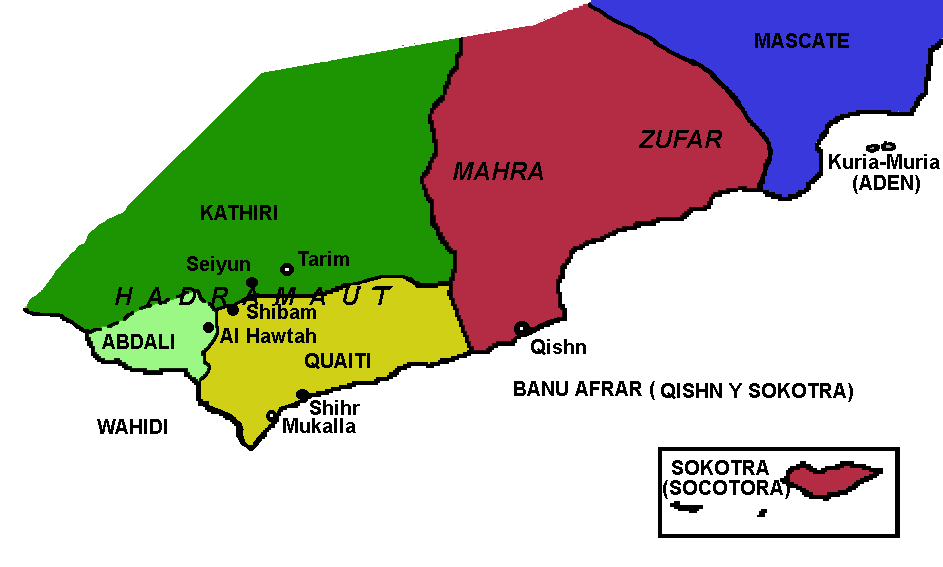
خريطة ووثيقة بريطانية توضح قبائل وسلاطين محمية عدن الشرقية ما بين (1886 إلى 1959).

سلطنة سيئون أنشئت بمدينة سيئون على قبيلة أل كثير همدان تاريخ 700هـ ونشأتها كانت في فترة حكم الصليحيين بالمنطقة جوار بلاد حضرموت ما يسمى بلاد اليمن التابعين للدولة الفاطمية آنذاك وسلطنة سيئون كانت مع ثلاث دويلات أتت في حضرموت (آل إقبال، آل راشد، آل دغار) على أنقاض دولة الأباضية الكنديون الحضارمة إلى أن غزو ابن مهدي لحضرموت والقضاء على سلطنات آل راشد وآل الدغار وآل إقبال عام 617هـ وبعد هذا التاريخ وفي تاريخ 800 هجري أنتهت سلطنة سيئون واندمجت مع السلطنة الكثيرية الأولى عام 814 هجري واستيلاء آل كثير على الشحر وطرد كندة منها عام 786هـ بداية عهد الدولة الكثيرية الأولى عام 814هـ. وقد كانت دويلات (آل إقبال، آل راشد، آل دغار) تسيطر على حضرموت قبل السلطنة الكثيرية وقبائل آل كثير أن تأخذ منها زمام الأمور عام 770 هجري.